# Leucophenga maculata
Leucophenga maculata – gatunek muchówki z rodziny wywilżnowatych i podrodziny Steganinae.
Gatunek ten opisany został w 1839 roku przez Léona J.M. Dufoura jako Drosophila maculata.
Muchówka o ciele długości od 3,25 do 3,5 mm. Na głowie para szczecinek orbitalnych skierowanych w przód jest mniej więcej tak samo długa i gruba jak osadzona tuż przed nimi para szczecinek orbitalnych skierowanych w tył. Arista czułka ma pierzaste owłosienie. Tułów samca ma śródplecze w widoku od góry srebrzysto białe z białymi, podłużnymi pasami bocznymi, zaś patrząc od tyłu żółtawobrązowe z trzema czarnymi, podłużnymi, zlanymi z przodu pasami. U samicy na żółtawobrązowym śródpleczu widnieją ciemnobrązowe, rozmyte pasy podłużne. Chetotaksję tułowia cechują dobrze rozwinięte przedtarczkowe szczecinki środkowe grzbietu. Skrzydła są przezroczyste, pozbawione ciemnych kropek. Ich użyłkowanie odznacza się żyłką kostalną sięgającą żyłki radialnej R4+5, która z kolei ma przebieg równoległy do żyłki medialnej M1+2, żyłką subkostalną bez sierpowatego zakrzywienia za żyłką barkową oraz tylną komórką bazalną zlaną z komórką dyskoidalną. Żółty odwłok ma na trzecim i czwartym tergicie pięć częściowo zlanych, zaokrąglonych czarnych plamek.
Larwy przechodzą rozwój w grzybach.
Owad znany z Portugalii, Hiszpanii, Andory, Irlandii, Wielkiej Brytanii, Francji, Niemiec, Danii, Szwecji, Norwegii, Szwajcarii, Austrii, Włoch, Polski, Białorusi, Czech, Słowacji, Węgier, Ukrainy, Rumunii, Słowenii, Chorwacji, Serbii, Czarnogóry, Macedonii, Grecji, europejskiej części Rosji, Afryki Północnej, Bliskiego Wschodu i wschodniej Palearktyki.